# アキオカマサコと月散歩
『アキオカマサコと月散歩』（アキオカマサコとつきさんぽ）は、2016年7月7日からエフエム北海道で毎週火曜 21:30 - 21:55（JST）に放送されているラジオ番組。

## 出演者
- アキオカマサコ
  - 札幌市を拠点とするシンガーソングライター。
  - 1986年生まれ、北海道大空町女満別出身。北海道網走南ヶ丘高等学校卒業。